# Reina Tanaka
Reina Tanaka (n. 11 noiembrie 1989, Fukuoka, Japonia) este o cântăreață japoneză, o fostă membră din trupă de fete Morning Musume. Ea a venit în trupă ca a sasea generație, împreună cu Miki Fujimoto, Eri Kamei și Sayumi Michishige.

## Trupe
- Morning Musume
- Morning Musume Otomegumi
- Aa!
- Elegies
- High-King
- Muten Musume
- Hello! Project Mobekimasu
- LoVendoЯ

## Vezi și
- Morning Musume
- Sayumi Michishige

## Legături externe
- Official Blog